# Sepx
Sepx é uma comuna francesa na região administrativa de Occitânia, no departamento de Alta Garona. Estende-se por uma área de 12,37 km². Em 2010 a comuna tinha 221 habitantes (densidade: 17,9 hab./km²).